# Plateumaris dorsata
Plateumaris dorsata là một loài bọ cánh cứng trong họ Chrysomelidae. Loài này được Hayashi miêu tả khoa học năm 1997.